# Hettenleidelheim

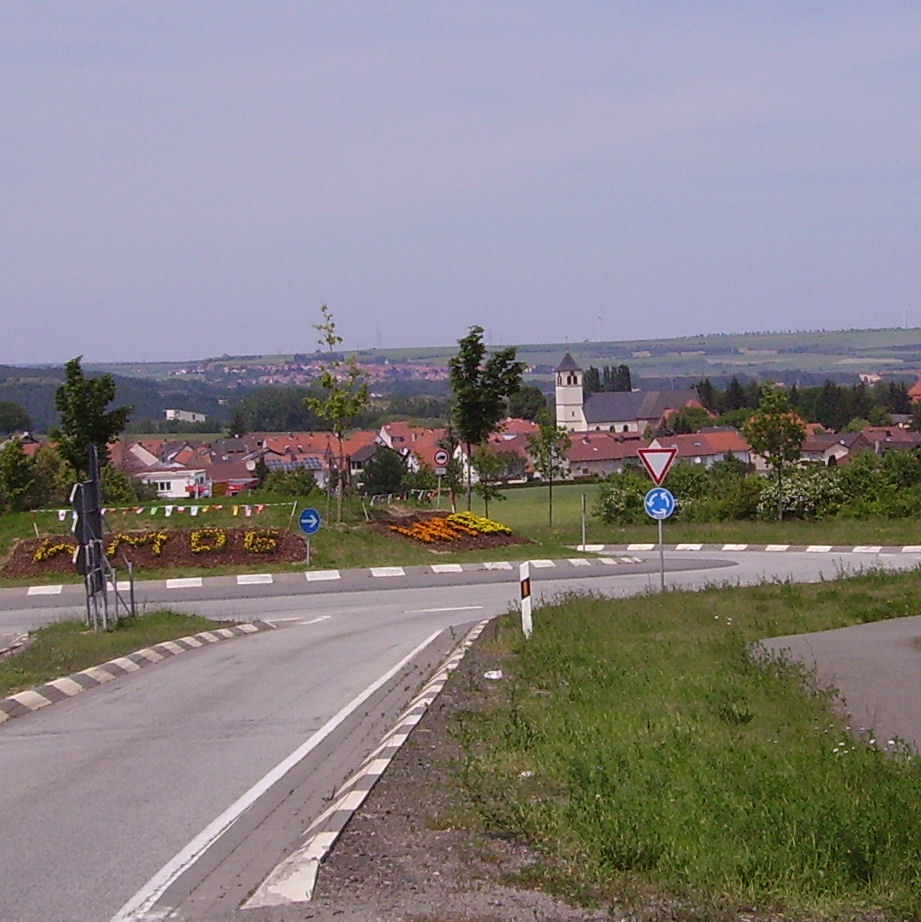
Blick auf Hettenleidelheim

Hettenleidelheim, im Pfälzischen Hettrum genannt, ist eine Ortsgemeinde im Landkreis Bad Dürkheim in Rheinland-Pfalz. Sie gehört der Verbandsgemeinde Leiningerland an, innerhalb derer sie gemessen an der Einwohnerzahl die drittgrößte Ortsgemeinde darstellt. Hettenleidelheim ist gemäß Landesplanung als Grundzentrum ausgewiesen.

## Geographie

### Lage
Hettenleidelheim liegt am nordöstlichen Rand des Pfälzerwaldes bei dessen Teilbereich Stumpfwald im sogenannten Eisenberger Becken, das wiederum Teil des Rheinhessischen Tafel- und Hügellandes ist.
Nachbargemeinden sind – im Uhrzeigersinn – Eisenberg, Tiefenthal, Neuleiningen und Wattenheim. Zur nördlich gelegenen Kleinstadt Eisenberg sind es zwei Kilometer. In Richtung Eisenberg liegt das Landschaftsschutzgebiet Erdekaut.  Die Gemeinde ist von mehreren Fluren umgeben: Im Osten liegen Auf der Halde sowie Am Zweiten Morgen, im Norden Krähenschnabel, im Nordwesten In den Krückenäckern, im Südwesten In der Mittelgewanne und im Westen In den hinteren Seien.

### Gewässer
Die Gemeinde liegt im Bereich der Wasserscheide zwischen Eisbach und Eckbach, die nördlich beziehungsweise südlich des Ortes vorbeifließen, Geologisch liegt Hettenleidelheim auf der älteren Hochterrasse und der jüngeren Hauptterrasse des Eisbachs, der jedoch jenseits der Gemeindegemarkung verläuft. Östlich des Siedlungsgebiets verläuft in Süd-Nord-Richtung der Seltenbach.

## Geschichte

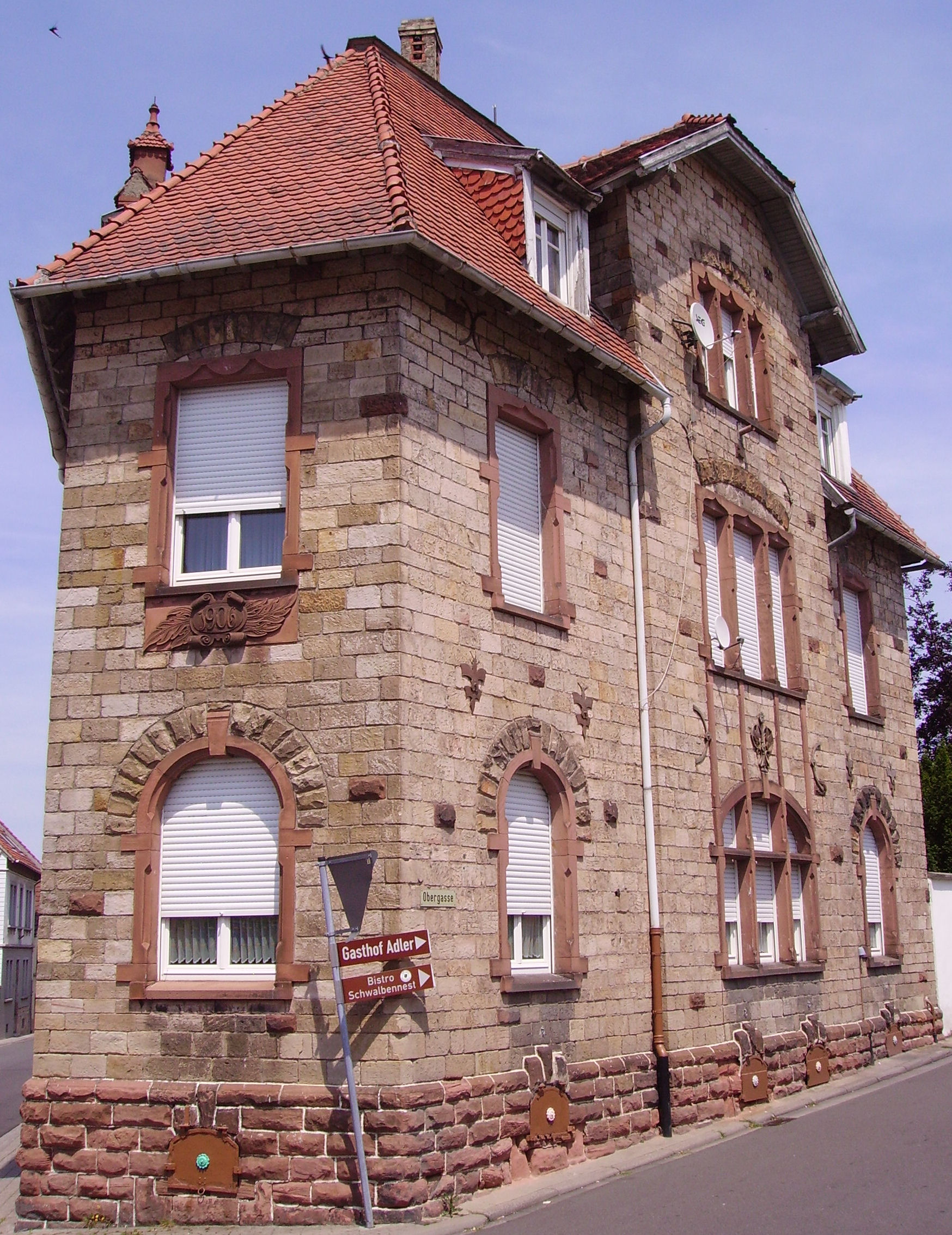
Gründerzeithaus

### Entwicklung bis zum 18. Jahrhundert
Hettenleidelheim bestand ursprünglich aus zwei Orten: Hitenheim, später Hettenheim, und Luttelheim, später Leidelheim. Beide kamen im Mittelalter unter die Herrschaft des Klosters Ramsen und gehörten nach dessen Auflösung im Jahr 1485 als Temporalbesitz zum Hochstift Worms; dort unterstanden sie dem Amt Dirmstein. Darauf weist heute noch das vom Wormser Bistumswappen abgeleitete Gemeindewappen hin. Die kommunale Vereinigung beider Orte – später als Hettenleidelheim firmierend – unter einem gemeinsamen Dorfgericht wurde 1556 vom Landesherrn, Fürstbischof Dietrich von Bettendorf, verfügt.
In Hettenheim existierte die Kapelle St. Stephan, eine Filiale der Pfarrei Eisenberg (Pfalz), und in Leidelheim die Peterskapelle als Filiale von Wattenheim (Wormser Synodale 1496). Von Eisenberg (Herrschaft Kirchheim-Stauf) und von Wattenheim (Grafschaft Leiningen) wurde ab 1569 lutherischer Gottesdienst in den beiden Kapellen der wormsischen Exklave gehalten, wogegen sich das geschwächte Bistum nicht zur Wehr setzten konnte. Als um 1624, im Dreißigjährigen Krieg, die katholische Partei die Oberhand gewann, pfarrte man beide Gemeinden zunächst ins katholische Neuleiningen um. 1705 erhob man den Ort zur eigenständigen katholischen Pfarrei.
1720 bis 1724 wurde im Ortsteil Leidelheim eine neue katholische Pfarrkirche errichtet, indem man an die mittelalterliche Peterskapelle ein barockes Kirchenschiff mit Turm anbaute. Der Wormser Weihbischof Johann Baptist Gegg konsekrierte dieses St. Peter und St. Hubertus geweihte Gotteshaus am 27. August 1724; am nächsten Tag firmte er in Hettenleidelheim 1700 Personen.

### Seit dem 19. Jahrhundert

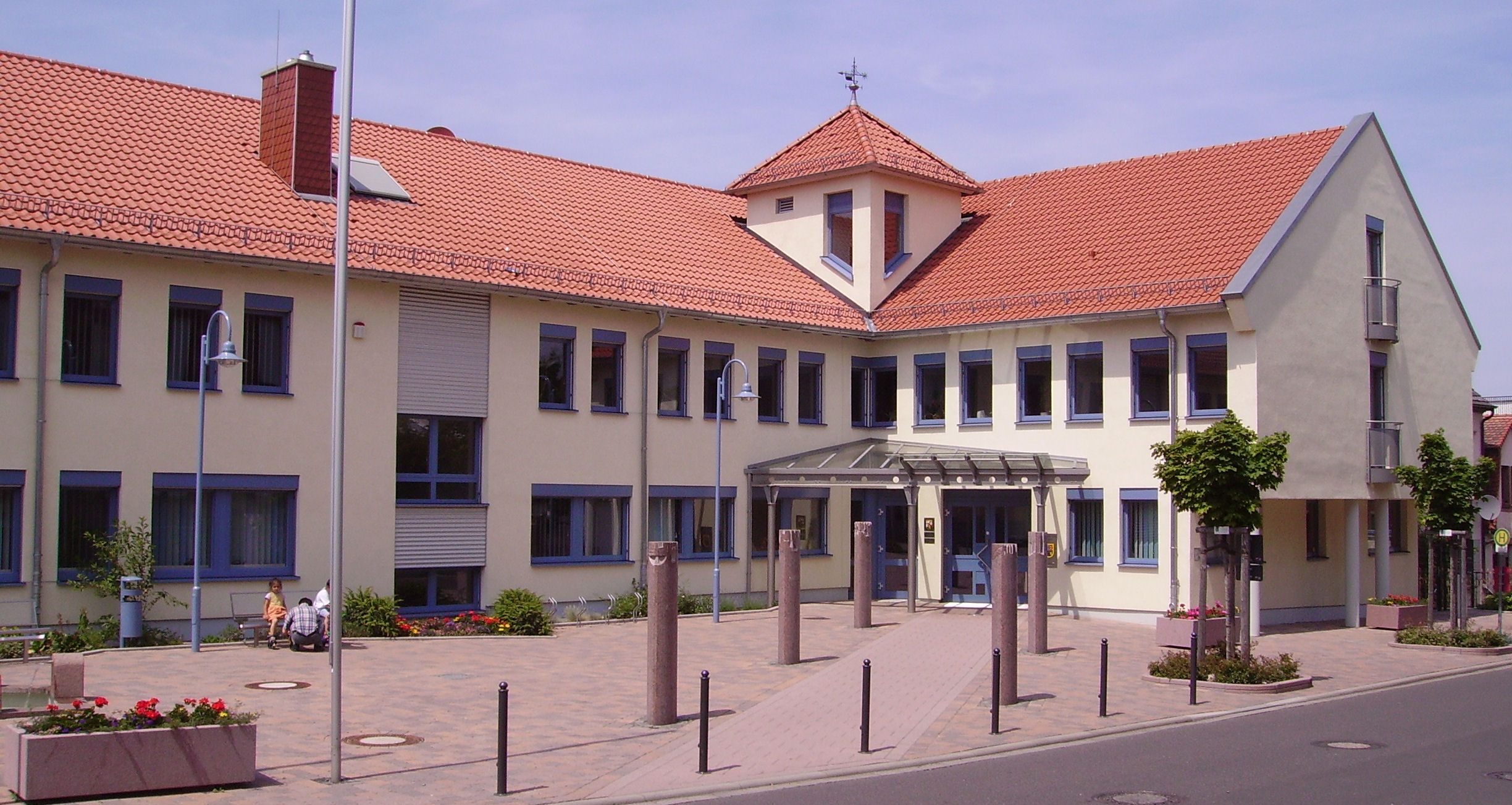
Rathaus der von 1972 bis 2017 existierenden Verbandsgemeinde Hettenleidelheim

Von 1798 bis 1814, als die Pfalz Teil der Französischen Republik (bis 1804) und anschließend Teil des Napoleonischen Kaiserreichs war, war die Gemeinde in den Kanton Grünstadt eingegliedert und war Sitz einer eigenen Mairie. 1815 hatte der Ort 560 Einwohner. Im selben Jahr wurde er Österreich zugeschlagen. Bereits ein Jahr später wechselte der Ort wie die gesamte Pfalz in das Königreich Bayern. Von 1818 bis 1862 gehörte die Gemeinde, die während dieser Zeit teilweise als Hettenheim und Leidelheim geführt wurde, dem Landkommissariat Frankenthal an; aus diesem ging das Bezirksamt Frankenthal hervor. Erst 1828 etablierte sich der Ortsname „Hettenleidelheim“.
Seit Mitte des 19. Jahrhunderts, vermehrt seit den Jahren um 1870, entwickelte sich der Abbau und seit 1901 auch die fabrikmäßige Verwertung der örtlichen hochfeuerfesten Tonerden zum Hauptwirtschaftszweig. Diese Industrie kam nach dem Zweiten Weltkrieg zum Erliegen. Ab 1939 war Hettenleidelheim Bestandteil des Landkreises Frankenthal (Pfalz). Nach dem Zweiten Weltkrieg wurde der Ort innerhalb der französischen Besatzungszone Teil des damals neu gebildeten Landes Rheinland-Pfalz. Im Zuge der ersten rheinland-pfälzischen Verwaltungsreform wechselte der Ort 1969 in den neu geschaffenen Landkreis Bad Dürkheim. Drei Jahre später wurde der Ort als Verwaltungssitz der gleichnamigen Verbandsgemeinde zugeordnet. Im Jahr 2005 beging Hettenleidelheim seine 850-Jahr-Feier. Seit dem 1. Januar 2018 ist die Gemeinde Bestandteil der Verbandsgemeinde Leiningerland; die Verbandsgemeinde Hettenleidelheim war zu diesem Datum aufgelöst worden.

## Religion

### Konfessionsstatistik
Mit Stand 31. Oktober 2020 waren von den Einwohnern 25,6 % evangelisch, 37,3 % römisch-katholisch und 37,2 % waren konfessionslos oder gehörten einer anderen Glaubensgemeinschaft an.  Die Zahl der Katholiken und Protestanten ist seitdem gesunken. Mit Stand September 2024 waren von den Einwohnern 31,6 % katholisch und 24,8 % evangelisch. 43,6 % waren konfessionslos oder gehörten einer anderen Glaubensgemeinschaft an.

### Christentum
Die Protestanten sind überwiegend in der zweiten Hälfte des 20. Jahrhunderts zugezogen. Die Katholische Pfarrei St. Peter mit Filiale St. Georg, Tiefenthal, bildet inzwischen eine Pfarreiengemeinschaft mit Wattenheim, Altleiningen samt Höningen und mittlerweile Carlsberg einschließlich Hertlingshausen. Die protestantische Kirchengemeinde ist eine selbstständige Filiale von Wattenheim.

### Judentum
Von der früher im Ort bestehenden jüdische Gemeinde, für die zunächst die Synagoge im benachbarten Wattenheim zuständig war, zeugen der alte und der neue Friedhof, die vom 18. bis ins 20. Jahrhundert belegt wurden, mit einigen sehenswerten Grabsteinen. Ab Mitte des 19. Jahrhunderts befand sich im Ort zeitweise eine Synagoge, die jedoch bereits gegen die Jahrhundertwende aufgrund der geringen Anzahl von Gemeindemitgliedern aufgegeben worden war.

## Politik

### Gemeinderat
Der Gemeinderat in Hettenleidelheim besteht aus 20 Ratsmitgliedern, die bei der Kommunalwahl am 9. Juni 2024 in einer personalisierten Verhältniswahl gewählt wurden, und dem ehrenamtlichen Ortsbürgermeister als Vorsitzendem.
Die Sitzverteilung im Gemeinderat:
| Jahr | SPD | CDU | FWG | Gesamt   |
| ---- | --- | --- | --- | -------- |
| 2024 | 7   | 9   | 4   | 20 Sitze |
| 2019 | 6   | 10  | 4   | 20 Sitze |
| 2014 | 9   | 9   | 2   | 20 Sitze |
| 2009 | 9   | 8   | 3   | 20 Sitze |
| 2004 | 9   | 9   | 2   | 20 Sitze |

- FWG = Freie Wählergruppe Hettenleidelheim e. V.

### Bürgermeister
Steffen Burkhardt (SPD) wurde am 4. Juli 2024 Ortsbürgermeister von Hettenleidelheim. Bei der Direktwahl am 9. Juni 2024 war er als einziger Bewerber mit einem Stimmenanteil von 64,4 % gewählt worden.
Burkhardts Vorgänger Steffen Blaga (CDU) hatte das Amt nach der aus politischen Gründen erfolgten Amtsniederlegung von Joachim Blum und der dadurch ausgelösten Neuwahl 2016 übernommen, wurde bei der regulären Kommunalwahl 2019 für weitere fünf Jahre bestätigt und trat 2024 nicht erneut an.
Bisherige Amtsinhaber seit 1992
- Jakob Dormann (SPD), 1992–2009
- Joachim Blum (SPD), 2009–2016
- Steffen Blaga (CDU), 2016–2024
- Steffen Burkhardt (SPD), seit 2024

### Wappen
| Wappen von Hettenleidelheim | Blasonierung: „In Schwarz ein schrägrechtsgestellter silberner Schlüssel mit abwärtsgekehrtem Bart, unten rechts begleitet von einem schwebenden goldenen Andreaskreuz“                           |
| Wappen von Hettenleidelheim | Wappenbegründung: Es wurde 1979 von der Bezirksregierung Neustadt genehmigt und geht zurück auf ein Siegel von 1758. Der Schlüssel symbolisiert das Hochstift Worms, dessen Patron St. Petrus war |

### Gemeindepartnerschaft
Mit dem französischen Blanzy in Burgund wird seit 1978 eine Partnerschaft gepflegt.

## Kultur und Sehenswürdigkeiten

### Bauwerke
Kulturdenkmäler

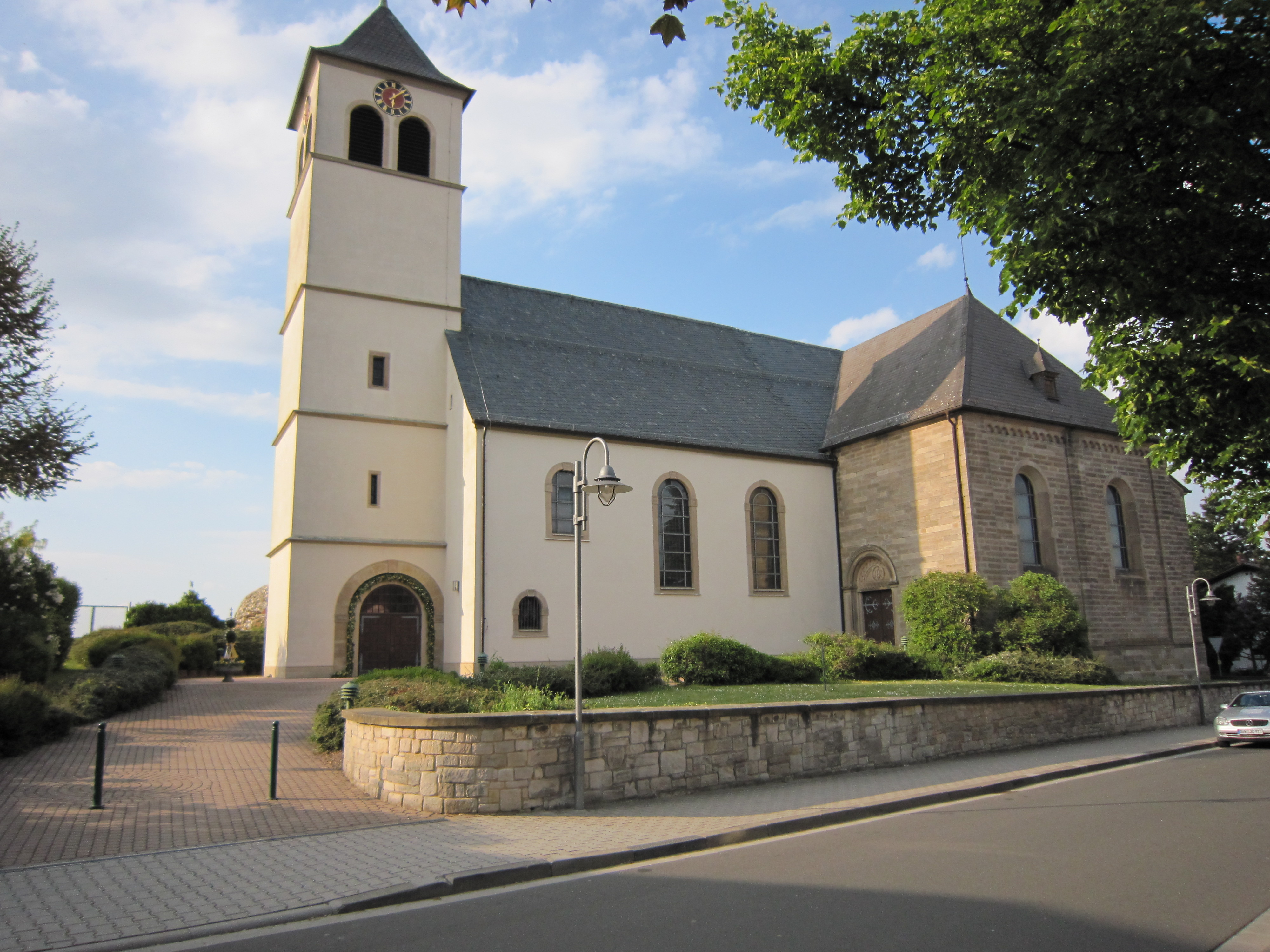
Katholische Kirche Hettenleidelheim

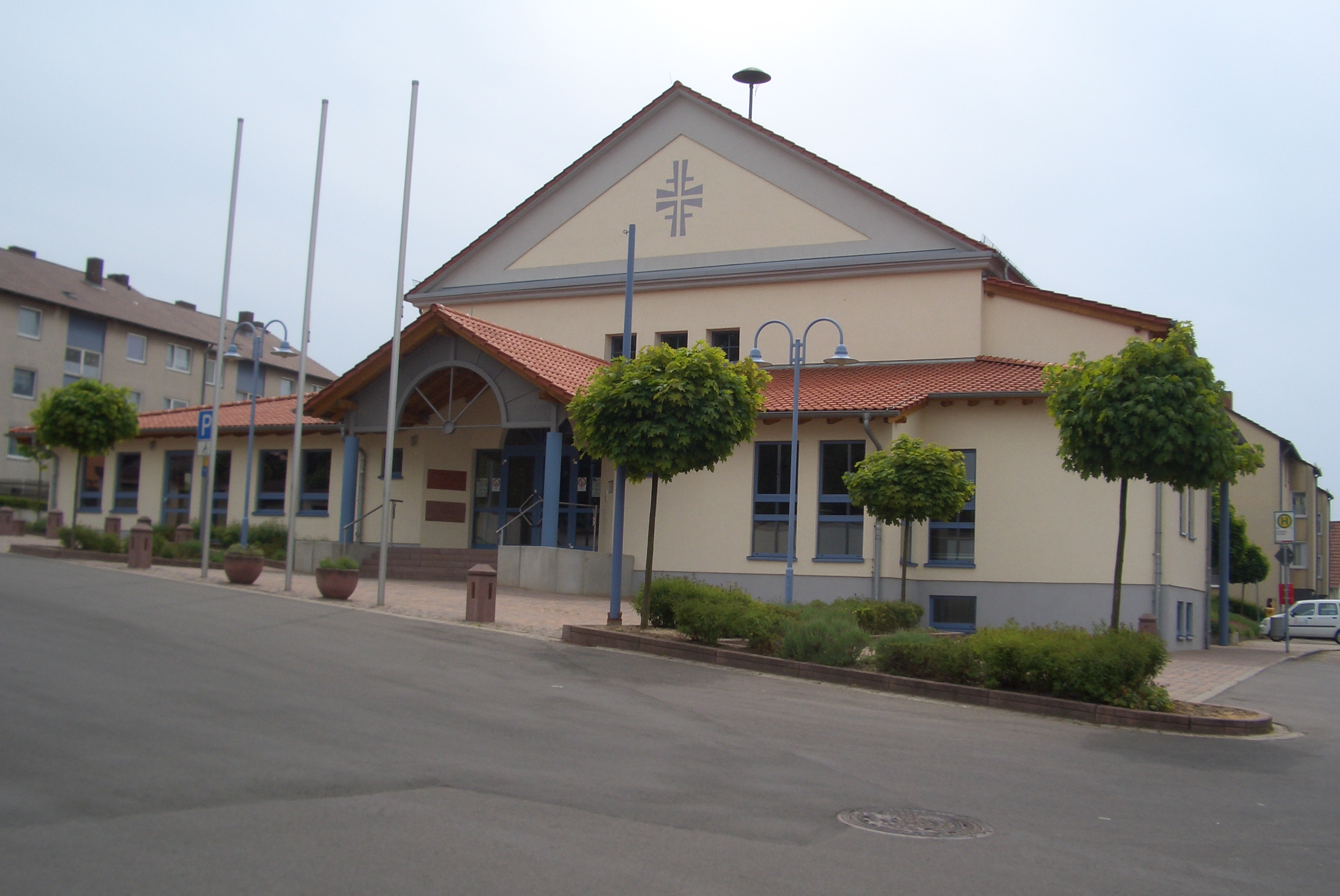
Festhalle Hettenleidelheim, ehemalige Turnhalle des Turnvereins Gut-Heil

Der alte und der neue jüdische Friedhof sind als Denkmalzonen ausgewiesen. Ersterer befindet sich in unmittelbarer Nachbarschaft des Kriegerhains und wurde im 18. Jahrhundert angelegt. Sein Nachfolger wurde im 19. Jahrhundert an der Chaussee nach Tiefenthal angelegt. Hinzu kommen insgesamt 25 Einzeldenkmäler, darunter befinden sich folgende Objekte:
Katholische Kirche – Die katholische Kirche steht im Ortsteil Leidelheim und wurde von 1720 bis 1724 erbaut, von 1898 bis 1901 wurde sie unter Architekt Wilhelm Schulte I. erweitert. Sie besitzt zwei bemerkenswerte steinerne Barockaltäre aus der Erbauungszeit.
Bahnhof – Der alte Bahnhof ist ein Bauwerk aus dunklem Sandstein, das gegen Ende des 19. Jahrhunderts entstand.
Kriegerhain – Der Kriegerhain im Unterdorf Hettenheim bewahrt diverse Denkmäler und bemerkenswerte Grabsteine aus dem 17. Jahrhundert. Das Gelände hatte als Kirchhof der mittelalterlichen Hettenheimer Stephanus-Kapelle gedient, die im Zeitraum von 1720 bis 1724 zugunsten der damals neuerbauten Pfarrkirche in Leidelheim aufgegeben wurde.
Alte Schule – Ungewöhnlich ist die Mitte des 19. Jahrhunderts gebaute alte Schule mit zinnengekröntem Turm, die mittlerweile als Haus der Vereine dient.
Sonstige Bauwerke
Ein weiteres bedeutendes Bauwerk ist die geräumige Gemeindefesthalle, die in den 1920er Jahren in Spannbetonbauweise vom Turnverein Gut Heil erbaut und um das Jahr 2000 erneuert wurde. Hinzu kommt das Heimatmuseum und Archiv Karl Blum, das über die Geschichte des Ortes und des Tonabbaus informiert. Innerhalb des Gemeindegebiets befindet sich zudem der Steinkreis von Hettenleidelheim.

### Natur
Obwohl lediglich am Rande des Pfälzerwaldes liegend, ist die gesamte Gemarkung der Gemeinde Teil des Naturparks Pfälzerwald.

### Vereine
Vor Ort existieren unter anderem der Fußballverein VfR Hettenleidelheim, der Volleyballverein ASV Hettenleidelheim und die Kolpingsfamilie Hettenleidelheim.

### Musik
Mit der Darbietung von Musik befassen sich der Katholische Kirchenchor St. Peter, der Sängerbund Frohsinn und das Bergmanns-Blasorchester Glück Auf.

### Regelmäßige Veranstaltungen
Am Pfingstmontag gibt es ein Waldfest im Birkenschlag. Die Kerwe findet immer am letzten Wochenende im August statt.

## Wirtschaft und Infrastruktur

### Wirtschaft
Hettenleidelheim lebte früher vom Tonabbau. Aus den auf diese Weise gewordenen Substanzen entstanden unter anderem die Produkte der Dirmsteiner Fayencen und der Steingutfabrik Grünstadt. Dieser Wirtschaftszweig wurde inzwischen eingestellt. Vor Ort waren einst die Pfälzischen Tonwerke Hagenburger und Schwalb ansässig. Hettenleidelheim beziehungsweise seine beiden Ursprungsorte waren berechtigt, sich im nahen Stumpfwald mit Bauholz zu versorgen.

### Verkehr

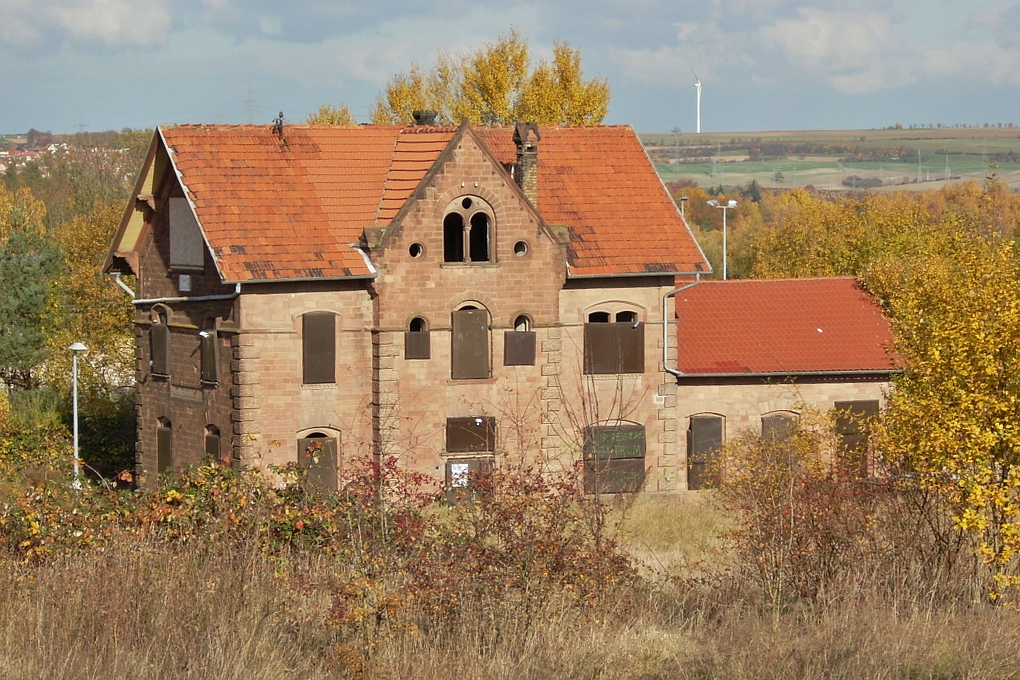
Bahnhof Hettenleidelheim

Entlang des Ostrandes des Siedlungsgebiets verläuft in einem großen Bogen die Bundesstraße 47. Von dieser zweigt die Landesstraße 453 ab, die in östliche Richtung bis nach Frankenthal führt. Mitten durch den Ort verläuft die Kreisstraße 35, die ins jenseits des Landkreises gelegene Ramsen führt und dort zur Kreisstraße 74 wird. Der Ort liegt nahe der Autobahn 6, die für rund einen Kilometer durch den Südosten der Gemarkung verläuft; er ist über die einen Kilometer entfernte Anschlussstelle Wattenheim erreichbar.
Von 1894 bis 1990 bestand eine Bahnverbindung nach Ebertsheim, die hauptsächlich den örtlichen Tongruben diente; diese zweigte von der 1876 und 1932 eröffneten Eistalbahn Grünstadt–Enkenbach ab; der Personenverkehr wurde ab 1895 angeboten und spielte stets eine untergeordnete Rolle, sodass dieser bereits 1954 eingestellt wurde. Der Güterverkehr hielt sich bis 1987; drei Jahre später wurde die Strecke abgebaut. Die Bahnstrecke nach Grünstadt ist mittlerweile per Bus, der bis zum Bahnhof Eisenberg (Pfalz) verkehrt, erreichbar.

### Öffentliche Einrichtungen
Hettenleidelheim beherbergte von 1972 bis 2017 den Verwaltungssitz der Verbandsgemeinde Hettenleidelheim.

### Bildung
Die Gemeinde verfügt über eine eigene Grundschule, der Besuch weiterführender Schulen ist in den Nachbarorten möglich.

## Persönlichkeiten

### Ehrenbürger
- Karl Blum (1906–2002), Heimatforscher, machte sich um die Aufarbeitung der Ortsgeschichte verdient[17] und wurde 1976 zum Ehrenbürger ernannt.

### Söhne und Töchter der Gemeinde
- Jakob Schwalb (1872–1934), katholischer Priester, Dekan in Göllheim, war NS-Opfer.
- Nikolaus Osterroth (1875–1933), Politiker (SPD), war Mitglied der Weimarer Nationalversammlung.
- Jack Osterroth (1902–1981), Maler
- Georg Schmidt (1902–1962), Politiker (Zentrum), nordrhein-westfälischer Landtagsabgeordneter
- Manfred Stumpf (1930–2010), Politiker (SPD)

### Personen, die vor Ort gelebt und gewirkt haben
- Joseph Sales Miltenberger (1777–1854), Dompropst und Generalvikar der Diözese Speyer, war von 1811 bis 1815 katholischer Pfarrer in Hettenleidelheim und stiftete hier 1850 eine Monstranz.
- Manfred Holz (1938–2014), Physiker, wuchs vor Ort auf.
- Theo Rörig (1940–2022), Bildhauer, gestaltete den Altarraum der katholischen Kirche.
- Werner Holz (1948–1991), Maler und Grafiker, wuchs vor Ort auf.
- Joachim Paul Heinz (* 1954), Träger des Pfalzpreises für Pfälzische Geschichte und Volkskunde 1989.[18]
- Wolfgang Wolf (* 1957), Fußballspieler, spielte bis 1976 beim VfR Hettenleidelheim.
- Norbert Sund (* 1959), Volleyballspieler, spielte von 1973 bis 1977 beim ASV Hettenleidelheim.
- Arno Wolf (1959–2013), Fußballspieler, spielte bis 1976 beim VfR Hettenleidelheim.
- Sabine Rankel (1968–2022), Langläuferin, lebte vor Ort